# Theodor von Malortie
Theodor Georg Ludwig Emil von Malortie (* 1. März 1844 in Hannover; † 2. Februar 1930) war ein sächsischer Generalmajor und Oberhofmeister der Königin Carola von Sachsen.

## Leben

### Herkunft
Theodor von Malortie war ein Mitglied des bereits seit dem ersten Drittel des 12. Jahrhunderts nachweisbaren und ursprünglich französischen Adelsgeschlechtes von Malortie, das nach der Aufhebung des Edikts von Nantes als Hugenotten aus Frankreich floh. Er war ein Sohn des hannoverschen Kammerherrn und Hoftheaterintendanten Hermann von Malortie (1807–1866) und dessen Ehefrau Karoline, geborene Gräfin von Bismarck-Bohlen (1819–1908).

### Karriere
Malortie besuchte das Lyzeum in Hannover und trat nach Ablegung der Reifeprüfung am 18. Februar 1862 als Volontär in die Hannoversche Armee ein, wo er 1863 als Sekondeleutnant dem Garde-Regiment aggregiert wurde. Während des Krieges gegen Preußen nahm er 1866 an der Schlacht bei Langensalza teil. Mit einer Niederlage des Königreichs Hannover und der Annexion durch das Königreich Preußen wurde die Hannoversche Armee 1866 aufgelöst.
Malortie wechselte daher am 1. April 1867 in die Sächsische Armee und wurde als Oberleutnant mit einem Patent vom 30. Juli 1866 im 2. Grenadier-Regiment Nr. 101 angestellt. Den Deutsch-Französischen Krieg machte er als Regimentsadjutant mit. Während der Schlacht bei Gravelotte gelang es ihm am 29. September 1870 als einer der ersten in das Dorf Gravelotte einzudringen und zahlreiche Verwundete aus einer brennenden Kirche zu retten. Dafür erhielt Malortie das Ritterkreuz des Militär-St.-Heinrichs-Ordens. Er beteiligte sich im weiteren Kriegsverlaufe an den Kämpfen um Verdun, Nouart, Beaumont, Sedan und der Belagerung von Paris.
Ausgezeichnet mit dem Eisernen Kreuz II. Klasse stieg er nach dem Friedensschluss am 1. Januar 1872 zum Hauptmann und Kompaniechef auf. Nach Beförderung zum Major am 17. September 1882 wurde er zum Flügeladjutanten von König Albert ernannt. 1887 wurde er von dieser Position entbunden und als Kommandeur des II. Bataillons im 1. Leib-Grenadier-Regiment Nr. 100 verwendet. Nachdem Malortie 1889 zum Oberstleutnant befördert worden war, wurde er in das 9. Infanterie-Regiment Nr. 133 versetzt und nach Beförderung zum Oberst am 23. Mai 1891 als Kommandeur des 5. Infanterie-Regiments „Kronprinz“ Nr. 104 verwendet. Unter Verleihung des Charakters als Generalmajor wurde Malortie am 21. Februar 1895 mit Pension zur Disposition gestellt.
Im Ruhestand war er Oberhofmeister von Königin Carola von Sachsen und blieb dies bis zu ihren Tode im Jahre 1907. 1899 wurde ihm der Titel Wirklich Geheimer Rat verliehen. Die sächsische Adelsanerkennung war bereits 1903 erfolgt, es folgte der Eintrag in das sächsische Adelsbuch 1904 als französischer Uradel. In Deutschland wiederum wird sein Adelsgeschlecht dem Briefadel zugerechnet.

### Familie
Malortie hatte sich am 14. Mai 1884 in Dresden mit Fanny Gräfin von Einsiedel (1862–1944) verheiratet. Sie war die Tochter der Friederike Baronesse von Blome und des Gutsherrn Alexander Graf Einsiedel-Creba. Aus der Ehe von Fanny und Theodor gingen die Kinder Hermann (1885–1945), Major; Albert (1887–1975), Oberst der Luftwaffe; Hans-Adolf (1891–1919), Rittmeister, und die Tochter Carola (* 1899) hervor, die den Glaubitzer Gutsbesitzer Theodor Bienert heiratete.